# سیارک ۲۰۲۰
سیارک ۲۰۲۰ (به انگلیسی: 2020 Ukko، نامگذاری:1936FR) دو هزار و بیستمین سیارک کشف شده‌است که در ۱۸ مارس ۱۹۳۶ کشف شد.
قدر مطلق سیارک برابر ۱۱٫۴۰ است.